# Landgoed Darthuizerberg
Het Landgoed Darthuizerberg is een natuurgebied en voormalig landgoed te Leersum, Utrechtse Heuvelrug.

## Geschiedenis
De Darthuizerberg was in de middeleeuwen voornamelijk met heide begroeid. In de 18e eeuw werd de heuvel met naaldbomen beplant. 
Oorspronkelijk maakte het gebied deel uit van Nieuw Broekhuizen, een buitenplaats die in 1824 gebouwd werd voor Cornelis Jan van Nellesteyn, eigenaar van Broekhuizen. Op de heuvel stond een gebouw dat dienst deed als jachthuis. Het zag eruit als een Zwitsers chalet en werd daarom in de volksmond het Zwitserse huis genoemd. Bij de villa werd een Engelse landschapstuin aangelegd. In 1873 werd de villa verbouwd tot een uitspanning en herberg en werd zo een reisdoel voor een dagje uit.
Aan het eind van de 19e eeuw werd ter plaatse het landgoed Darthuizerberg gesticht door Daniël François Scheurleer, bankier van de familiebank Scheurleer & Zoonen. Begin 1900 werd de herberg afgebroken. De nieuwe eigenaar liet een nieuwe villa bouwen in neorenaissancestijl. Tevens liet hij een grote tuin aanleggen met daarin een doolhof, een tennisbaan omgeven door linden, een theekoepel en een drinkplaats voor herten. Op een steil pad nabij het landgoed werd met kokosmatten de eerste Nederlandse kunstskibaan aangelegd; deze heeft tot 1940 bestaan.

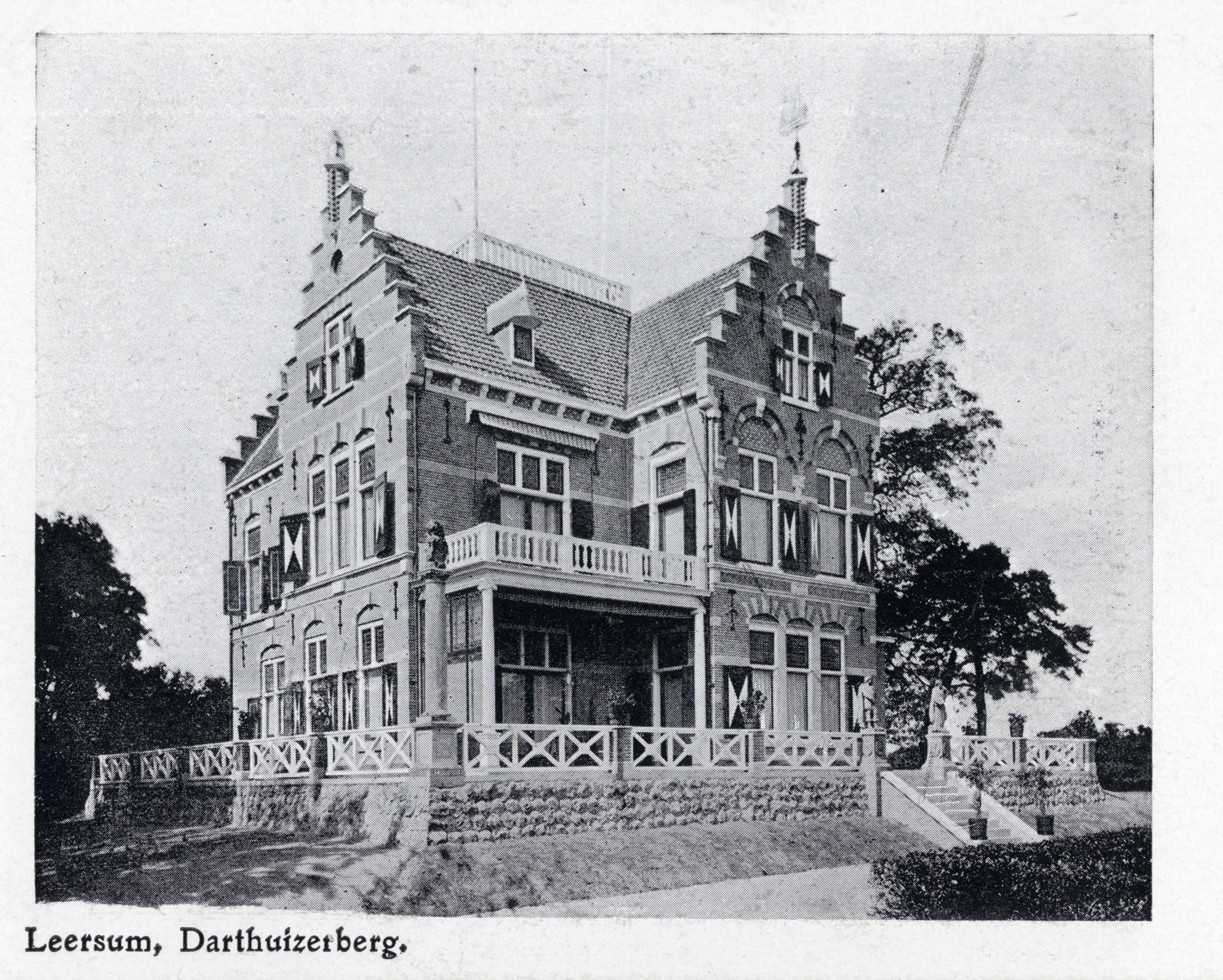
Het gesloopte landhuis

Na het faillissement van Scheurleer en Zoonen in 1932 werd het landgoed opgedeeld en verkocht. In het oostelijk deel ontstond het particulier landgoed Dartheuvel, met de theekoepel, en natuurgebied Dartheide van Het Utrechts Landschap.
Tijdens de Tweede Wereldoorlog was de villa in gebruik bij de Duitse bezetter. In 1966 werd het landgoed verkocht aan F. Mijnhardt die er een drietal jaren met zijn gezin gewoond heeft. De tennisbaan werd opgeknapt en door de Doornse tennisclub gebruikt. In 1969 wam het landgoed in bezit van de AMRO Bank die het landhuis liet slopen met de bedoeling er een opleidingscentrum te bouwen. Daarvoor werd echter geen vergunning verleend.
In 1975 kreeg het landgoed Darthuizerberg de status van natuurgebied en kwam het in handen van Staatsbosbeheer. Deze instelling heeft oude restanten van het landgoed weer zichtbaar gemaakt. In het westen en noorden sluit het aan op De Hoogstraat, eveneens een natuurgebied van Staatsbosbeheer.